# Poloenotsjnoje
Poloenotsjnoje (Russisch: Полуночное,  "middernacht") is een nederzetting met stedelijk karakter in de Russische oblast Sverdlovsk. Het ligt op 23 kilometer ten noorden van de stad Ivdel aan het noordeinde van de Sverdlovskspoorlijn in het stedelijk district van Ivdel op de oostelijke hellingen van de Noordelijke Oeral. Het inwoneraantal daalde van 1989 tot 2002 van 4.110 naar 2.895.
De plaats zal in de toekomst een 790 kilometer lange spoorverbinding krijgen naar Obskaja (in de buurt van Salechard in de Arctische Oeral) in het kader van het megaproject Industriële Oeral - Arctische Oeral voor een betere ontsluiting van de Subarctische en Arctische Oeral ten noorden ervan.
Poloenotsjnoje werd opgericht in de Tweede Wereldoorlog voor de winning van mangaan uit een nabijgelegen ertslaag. Daarnaast bevindt zich er een bosbouwbedrijf. Over de jaren groeide de plaats langzaam verder uit met huizen en bedrijven. In 1998 werd er de houten kerk ter ere van de Hemelvaart van Christus gebouwd.